# Go-Sakuramachi

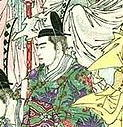
Go-Sakuramachi ceremoniellt utklädd till man.

Go-Sakuramachi, född som Toshi-ko år 1740, död 1813, var monark (kejsarinna) i Japan från 1762 till 1770. Hon var den sista av åtta bekräftade kvinnliga monarker i Japan, och den sista kvinnliga monarken innan den nya konstitutionen förbjöd kvinnlig tronföljd i Japan år 1867.

## Biografi
Go-Sakuramachi var dotter till kejsar Sakuramachi och Nijō Ieko och föddes som prinsessan Toshi-ko.

### Kejsarinna
År 1762 blev hon genom kejserligt dekret utsedd till att efterträda sin bror kejsar Momozono på tronen vid hans abdikation, eftersom hennes brorson prins Hirohito endast var fem år gammal. Hon besteg tronen under namnet Go-Sakuramachi och blev därmed den första kvinnan på tronen på 119 år.
Under denna tid utövades den verkliga makten i Japan av shogun, och monarken hade endast en rituell och ceremoniell position. Go-Sakuramachi kröntes till kejsare enligt samma ritual som en man och utövade alla ritualer och ceremonier på exakt samma vis som en manlig monark, vilket innebar att hon bland annat fick klä sig som en man och fick bära ett mansskägg vid ceremoniella tillfällen.

### Senare liv
Då brorsonen fyllde tretton år 1770, abdikerade hon till hans förmån, och han efterträdde henne som kejsar Go-Momozono. Under denna tid var det sed att monarken abdikerade tidigt och inte satt på tronen till sin död. Exmonarken hade ofta mer inflytande än monarken, dels som monarkens senior, och dels för att exmonarken hade mer möjlighet att ägna sig åt politik efter att ha sluppit undan de många tidsödande ceremoniella plikter som dominerade den sittande monarkens liv.
Då hennes brorson kejsaren dog barnlös år 1779, ledde hon det råd som utsåg hans efterträdare. Hon förklarades då som den nya kejsarens beskyddare, och åtnjöt som sådan en respekterad ställning. Hon använde sig av den auktoritet denna ställning gav henne då hon år 1789 tillrättavisade kejsaren under en konflikt.